# Хольмстрём, Карита
Карита Элизабет Хольмстрём (швед. Carita Elisabeth Holmström; род. 10 февраля 1954 в Хельсинки) — финская певица, пианистка и композитор шведского происхождения, представительница Финляндии на конкурсе песни Евровидение 1974.

## Биография
Карита начала музыкальную карьеру в конце 1960-х гг., выступая в дуэте с Марианной Найман. В составе коллектива она записала сингл «Soi kitarani soi». Однако к 1973 году дуэт распался, и Карита начала сольную карьеру. Её дебютный сингл «Sua muistelen säälien» был записан в том же году. Также, в 1973—1974 гг. музыкантка выпускает дебютный альбом «We are what we do», содержащий преимущественно джазовые композиции. Позднее этот альбом был переиздан в 2004 году на компиляции «Jos tänään tuntis' huomisen 1973—1974».
1974 год ознаменовался для исполнительницы ещё одним важным событием: Карита представила Финляндию на ежегодном конкурсе песни Евровидение с композицией «Keep me warm» (финская версия — «Älä mene pois») С четырьмя баллами, певица финишировала тринадцатой.
На протяжении своей музыкальной карьеры Карита Хольмстрём выпустила шесть музыкальных альбомов. Большая часть записанной ею музыки — джазовые и фолковые композиции.

## Дискография
- We are what we do (1973)
- Toinen levy (1974)
- Two Faces (1980)
- Aquamarin (1984)
- Time of Growing (1990)
- DUO! (1994)
- Jos tänään tuntis' huomisen 1973—1974 (2004)

## Награды
- Крест заслуг ордена Белой розы Финляндии (6 декабря 1998 года)[4].